# Polyphaga (kevers)
De Polyphaga (Grieks: veel-eters, in de zin van "veel verschillende gerechten op hun menu") zijn een onderorde van de kevers (Coleoptera); het is tevens de grootste onderorde, die circa 85% van alle keversoorten omvat.
De leden van deze onderorde worden gekenmerkt doordat de achterheupen (coxa van de derde poot) het eerste zichtbare achterlijfssegment niet volledig bedekken, de achterrand van dit segment is dus over de hele breedte te zien, en de eerste drie segmenten zijn niet vergroeid. De tarsen hebben 5 of minder leden.

## Taxonomie
De onderorde is als volgt onderverdeeld:
- Infraorde Staphyliniformia
  - Superfamilie Hydrophiloidea Latreille, 1802
    - Familie Hydrophilidae Latreille, 1802 (Spinnende waterkevers)
    - Familie Sphaeritidae Shuckard, 1839 (Schijnspiegelkevers)
    - Familie Synteliidae Lewis, 1882
    - Familie Histeridae Gyllenhaal, 1808 (Spiegelkevers)

  - Superfamilie Staphylinoidea Latreille, 1802
    - Familie Hydraenidae Mulsant, 1844 (Waterkruipers)
    - Familie Ptiliidae Erichson, 1845 (Veervleugelkevers)
    - Familie Agyrtidae Thomson, 1859 (Dwergaaskevers)
    - Familie Leiodidae Fleming, 1821 (Truffelkevers)
    - Familie Silphidae Latreille, 1806 (Aaskevers) (Aaskevers)
    - Familie Staphylinidae Latreille, 1802 (Kortschildkevers)
- Infraorde Scarabaeiformia
  - Superfamilie Scarabaeoidea Latreille, 1802
    - Familie Pleocomidae LeConte, 1861
    - Familie Geotrupidae Latreille, 1802 (Mesttorren)
    - Familie Belohinidae Paulian, 1959
    - Familie Passalidae Leach, 1815
    - Familie Trogidae MacLeay, 1819 (Beenderknagers)
    - Familie Glaresidae Kolbe, 1905
    - Familie Diphyllostomatidae Holloway, 1972
    - Familie Lucanidae Latreille, 1804 (Vliegende herten)
    - Familie Ochodaeidae Mulsant & Rey, 1871
    - Familie Hybosoridae Erichson, 1847
    - Familie Glaphyridae MacLeay, 1819
    - Familie Scarabaeidae Latreille, 1802 (Bladsprietkevers)
    - Familie Coprinisphaeridae Genise, 2004  †
    - Familie Pallichnidae Genise, 2004  †
- Infraorde Elateriformia
  - Superfamilie Scirtoidea Fleming, 1821
    - Familie Decliniidae Nikitskiy, Lawrence, Kirejtshuk & Gratshev, 1994
    - Familie Eucinetidae Lacordaire, 1857 (Buitelkevers)
    - Familie Clambidae Fischer von Waldheim, 1821 (Oprolkogeltjes)
    - Familie Scirtidae Fleming, 1821 (Moerasweekschilden)
    - Familie Elodophthalmidae Kirejtshuk & Azar, 2008  †
    - Familie Mesocinetidae Kirejtshuk & Ponomarenko, 2010  †

  - Superfamilie Dascilloidea Guérin-Méneville, 1843 (1834)
    - Familie Dascillidae Guérin-Méneville, 1843 (1834) (Withaarkevers)
    - Familie Rhipiceridae Latreille, 1834

  - Superfamilie Buprestoidea Leach, 1815
    - Familie Schizopodidae LeConte, 1859
    - Familie Buprestidae Leach, 1815 (Prachtkevers)

  - Superfamilie Byrrhoidea Latreille, 1804
    - Familie Byrrhidae Latreille, 1804 (Pilkevers)
    - Familie Elmidae Curtis, 1830 (Beekkevers)
    - Familie Dryopidae Billberg, 1820 (1817) (Ruighaarkevers)
    - Familie Lutrochidae Kasap & Crowson, 1975
    - Familie Limnichidae Erichson, 1846 (Dwergpilkevers)
    - Familie Heteroceridae MacLeay, 1825 (Oevergraafkevers)
    - Familie Psephenidae Lacordaire, 1854 (Keikevers)
    - Familie Cneoglossidae Champion, 1897
    - Familie Ptilodactylidae Laporte, 1836
    - Familie Podabrocephalidae Pic, 1930
    - Familie Chelonariidae Blanchard, 1845
    - Familie Eulichadidae Crowson, 1973
    - Familie Callirhipidae Emden, 1924

  - Superfamilie Elateroidea Leach, 1815
    - Familie Rhinorhipidae Lawrence, 1988
    - Familie Artematopodidae Lacordaire, 1857
    - Familie Brachypsectridae LeConte & Horn, 1883
    - Familie Cerophytidae Latreille, 1834 (Spinthoutkevers)
    - Familie Eucnemidae Eschscholtz, 1829 (Schijnkniptorren)
    - Familie Throscidae Laporte, 1840 nomen protectum (Dwergkniptorren)
    - Familie Praelateriidae Dolin, 1973  †
    - Familie Elateridae Leach, 1815 (Kniptorren)
    - Familie Plastoceridae Crowson, 1972
    - Familie Drilidae Blanchard, 1845 (Slakkenkevers)
    - Familie Omalisidae Lacordaire, 1857 (Kasteelkevers)
    - Familie Berendtimiridae Winkler, 1987  †
    - Familie Lycidae Laporte, 1836 (Netschildkevers)
    - Familie Telegeusidae Leng, 1920
    - Familie Phengodidae LeConte, 1861
    - Familie Rhagophthalmidae Olivier, 1907
    - Familie Lampyridae Rafinesque, 1815 (Glimwormen)
    - Familie Omethidae LeConte, 1861
    - Familie Cantharidae Imhoff, 1856 (1815) (Weekschildkevers)
- Infraorde Derodontiformia
  - Superfamilie Derodontoidea LeConte, 1861
    - Familie Derodontidae LeConte, 1861 (Tandhalskevers)
    - Familie Nosodendridae Erichson, 1846 (Boomsapkevers)
    - Familie Jacobsoniidae Heller, 1926
- Infraorde Bostrichiformia
  - Superfamilie Bostrichoidea Latreille, 1802
    - Familie Dermestidae Latreille, 1804 (Spektorren)
    - Familie Endecatomidae LeConte, 1861
    - Familie Bostrichidae Latreille, 1802 (Boorkevers)
    - Familie Ptinidae Latreille, 1802 (Klopkevers)
- Infraorde Cucujiformia
  - Superfamilie Lymexyloidea Fleming, 1821
    - Familie Lymexylidae Fleming, 1821

  - Superfamilie Cleroidea Latreille, 1802
    - Familie Phloiophilidae Kiesenwetter, 1863
    - Familie Trogossitidae Latreille, 1802 (Schorsknaagkevers)
    - Familie Chaetosomatidae Crowson, 1952
    - Familie Metaxinidae Kolibáč, 2004
    - Familie Thanerocleridae Chapin, 1924
    - Familie Cleridae Latreille, 1802 (Mierkevers)
    - Familie Acanthocnemidae Crowson, 1964
    - Familie Phycosecidae Crowson, 1952
    - Familie Prionoceridae Lacordaire, 1857
    - Familie Mauroniscidae Majer, 1995
    - Familie Melyridae Leach, 1815 (Bloemweekschilden)

  - Superfamilie Cucujoidea Latreille, 1802
    - Familie Parandrexidae Kirejtshuk, 1994  †
    - Familie Sinisilvanidae Hong, 2002  †
    - Familie Boganiidae Sen Gupta & Crowson, 1966
    - Familie Byturidae Gistel, 1848 (Frambozenkevers)
    - Familie Helotidae Chapuis, 1876
    - Familie Protocucujidae Crowson, 1954
    - Familie Sphindidae Jacquelin du Val, 1860 (Slijmzwamkevers)
    - Familie Biphyllidae LeConte, 1861 (Houtskoolzwamkevers)
    - Familie Erotylidae Latreille, 1802 (Prachtzwamkevers)
    - Familie Monotomidae Laporte, 1840 (Kerkhofkevers)
    - Familie Hobartiidae Sen Gupta & Crowson, 1966
    - Familie Cryptophagidae Kirby, 1826 (Harige schimmelkevers)
    - Familie Agapythidae Sen Gupta & Crowson, 1969
    - Familie Priasilphidae Crowson, 1973
    - Familie Phloeostichidae Reitter, 1911
    - Familie Silvanidae Kirby, 1837 (Spitshalskevers)
    - Familie Cucujidae Latreille, 1802 (Platte schorskevers)
    - Familie Myraboliidae Lawrence & Britton, 1991
    - Familie Cavognathidae Sen Gupta & Crowson, 1966
    - Familie Lamingtoniidae Sen Gupta & Crowson, 1969
    - Familie Passandridae Blanchard, 1845
    - Familie Phalacridae Leach, 1815 (Glanzende bloemkevers)
    - Familie Propalticidae Crowson, 1952
    - Familie Laemophloeidae Ganglbauer, 1899 (Dwergschorskevers)
    - Familie Tasmosalpingidae Lawrence & Britton, 1991
    - Familie Cyclaxyridae Gimmel, Leschen & Ślipiński, 2009
    - Familie Kateretidae Kirby, 1837 (Bastaardglanskevers)
    - Familie Nitidulidae Latreille, 1802 (Glanskevers)
    - Familie Smicripidae Horn, 1880
    - Familie Bothrideridae Erichson, 1845 (Knotshoutkevers)
    - Familie Cerylonidae Billberg, 1820 (Dwerghoutkevers)
    - Familie Alexiidae Imhoff, 1856
    - Familie Discolomatidae Horn, 1878
    - Familie Endomychidae Leach, 1815 (Zwamkevers)
    - Familie Coccinellidae Latreille, 1807 (Lieveheersbeestjes)
    - Familie Corylophidae LeConte, 1852 (Molmkogeltjes)
    - Familie Akalyptoischiidae Lord, Hartley, Lawrence, McHugh & Miller, 2010
    - Familie Latridiidae Erichson, 1842 (Schimmelkevers)

  - Superfamilie Tenebrionoidea Latreille, 1802
    - Familie Mycetophagidae Leach, 1815 (Boomzwamkevers)
    - Familie Archeocrypticidae Kaszab, 1964
    - Familie Pterogeniidae Crowson, 1953
    - Familie Ciidae Leach, 1819 (Houtzwamkevers)
    - Familie Tetratomidae Billberg, 1820 (Winterkevers)
    - Familie Melandryidae Leach, 1815 (Zwamspartelkevers)
    - Familie Mordellidae Latreille, 1802 (Spartelkevers)
    - Familie Ripiphoridae Gemminger, 1870 (1855) (Waaierkevers)
    - Familie Zopheridae Solier, 1834 (Somberkevers)
    - Familie Ulodidae Pascoe, 1869
    - Familie Promecheilidae Lacordaire, 1859
    - Familie Chalcodryidae Watt, 1974
    - Familie Trachelostenidae Lacordaire, 1859
    - Familie Tenebrionidae Latreille, 1802 (Zwartlijven)
    - Familie Prostomidae Thomson, 1859
    - Familie Synchroidae Lacordaire, 1859
    - Familie Stenotrachelidae Thomson, 1859
    - Familie Oedemeridae Latreille, 1810 (Schijnboktorren)
    - Familie Meloidae Gyllenhaal, 1810 (Oliekevers)
    - Familie Mycteridae Oken, 1843
    - Familie Boridae Thomson, 1859
    - Familie Trictenotomidae Blanchard, 1845
    - Familie Pythidae Solier, 1834 (Blauwe schorskevers)
    - Familie Pyrochroidae Latreille, 1806 (Vuurkevers)
    - Familie Salpingidae Leach, 1815 (Platsnuitkevers)
    - Familie Anthicidae Latreille, 1819 (Snoerhalskevers)
    - Familie Aderidae Csiki, 1909 (Schijnsnoerhalskevers)
    - Familie Scraptiidae Gistel, 1848 (Bloemspartelkevers)

  - Superfamilie Chrysomeloidea Latreille, 1802
    - Familie Oxypeltidae Lacordaire, 1868
    - Familie Vesperidae Mulsant, 1839
    - Familie Disteniidae Thomson, 1861
    - Familie Cerambycidae Latreille, 1802 (Boktorren)
    - Familie Megalopodidae Latreille, 1802 (Halstandhaantjes)
    - Familie Orsodacnidae Thomson, 1859 (Schijnhaantjes)
    - Familie Chrysomelidae Latreille, 1802 (Bladkevers)

  - Superfamilie Curculionoidea Latreille, 1802 (Snuitkevers)
    - Familie Nemonychidae Bedel, 1882 (Bastaardsnuitkevers)
    - Familie Anthribidae Billberg, 1820 (Boksnuitkevers)
    - Familie Ulyanidae Zherikhin, 1993  †
    - Familie Belidae Schönherr, 1826
    - Familie Caridae Thompson, 1992
    - Familie Attelabidae Billberg, 1820 (Bladrolkevers)
    - Familie Brentidae Billberg, 1820 (Spitsmuisjes)
    - Familie Dryophthoridae Schönherr, 1825
    - Familie Brachyceridae Billberg, 1820
    - Familie Curculionidae Latreille, 1802 (Snuitkevers)